# Europäisches Kernenergiegericht
Das Europäische Kernenergiegericht ist ein internationales Gericht, das unter Federführung der Organisation für wirtschaftliche Zusammenarbeit und Entwicklung (OECD) eingerichtet wurde.

## Geschichte
Das Europäische Kernenergiegericht beruht auf dem Übereinkommen zur Einrichtung einer Sicherheitskontrolle auf dem Gebiet der Kernenergie, das am 20. Dezember 1957 beschlossen wurde, und darin auf dem Artikel 12 und der Zusatzvereinbarung zur Einrichtung eines Gerichts.
Die Unterzeichnerstaaten waren Belgien, Dänemark, die Bundesrepublik Deutschland, Frankreich, Irland, Italien, Luxemburg, die Niederlande, Norwegen, Österreich, Portugal, Schweden, die Schweiz, Spanien, die Türkei und das Vereinigte Königreich.
Nach dem Inkrafttreten des Übereinkommens am 22. Juli 1959 wurden erstmals zum 1. Januar 1960 Richter benannt.
Das Gericht sollte ursprünglich Streitfälle der Unterzeichnerstaaten und der Nuclear Energy Agency im Umgang mit der Kernenergie behandeln, soweit sie die Sicherheitsvereinbarung von 1957 betreffen, sowie die Pariser Vereinbarung zur Dritthaftung vom 29. Juli 1960 und die Brüsseler Zusatzvereinbarung vom 31. Januar 1963. Da die Überwachung der Nichtweitergabe von radioaktivem Material in den 1970er Jahren von Euratom und der International Atomic Energy Agency übernommen wurde, wurde der Aufgabenkreis des Europäischen Kernenergiegerichts erheblich eingegrenzt und beschränkt sich seither auf Streitfälle aus der Anwendung der Pariser und Brüsseler Vereinbarungen.
Das Gericht trat in den über fünfzig Jahren seines Bestehens noch nicht zusammen.

## Organisation

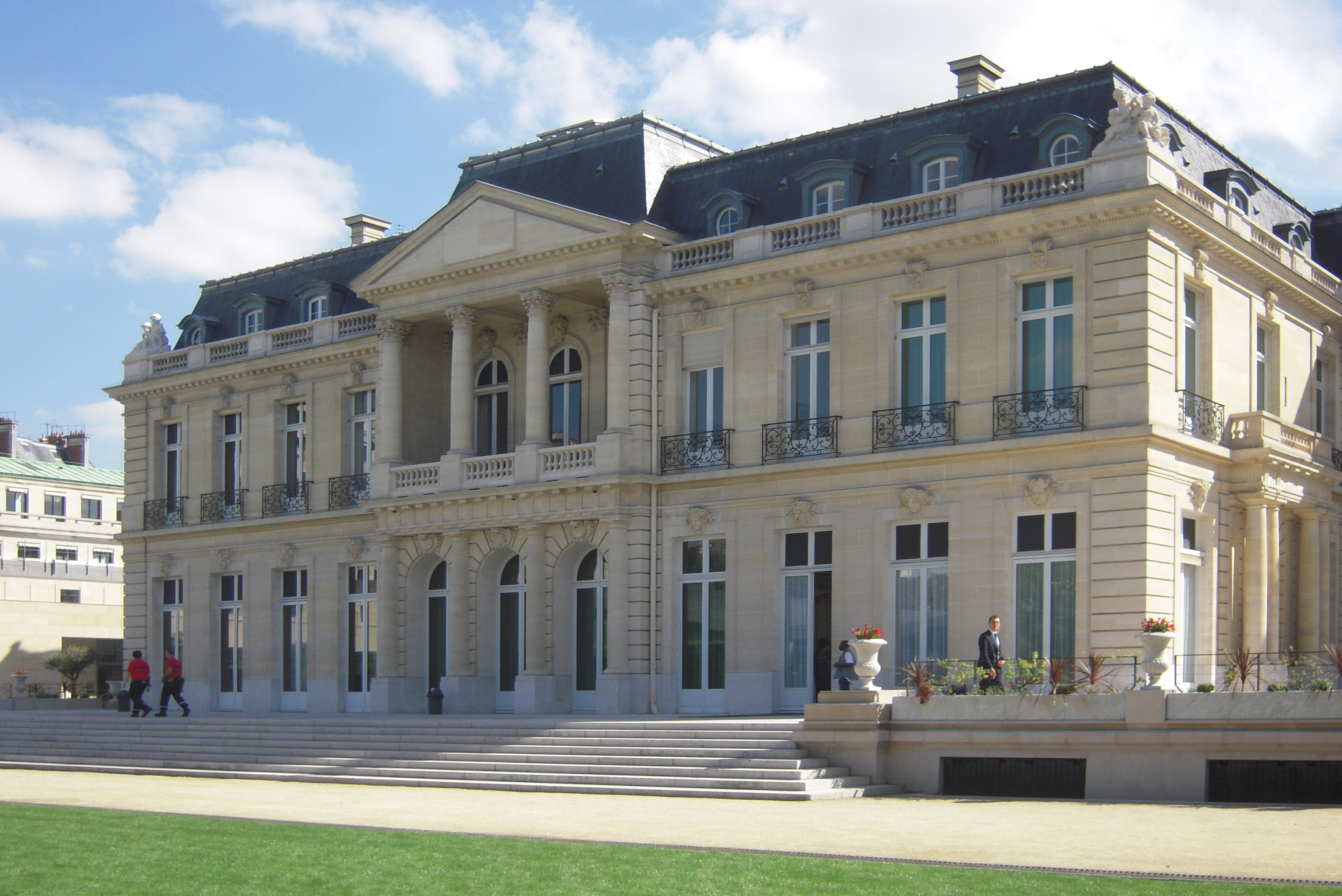
Gerichtssitz im Château de la Muette, Paris

Die OECD hat am 11. Dezember 1962 eine Verfahrensordnung für das Gericht beschlossen.
Das Gericht hat sieben Richter und wählt aus seiner Mitte einen Präsidenten. Die Richter werden jeweils für fünf Jahre von der OECD berufen, wobei die Herkunftsstaaten rotieren sollen. Sollte bei einem Streitfall ein betroffener Staat wegen der Rotation nicht im Richterkollegium vertreten sein, dann kann dieser für diesen Fall einen weiteren Richter benennen.
In der zehnten Amtskadenz des Gerichtes (2020–2024) setzt sich die Richterbank aus dem Gerichtspräsidenten Francis Delaporte (Luxemburg) und den Richtern Khalil Buhari (Vereinigtes Königreich), Ida Sørebø (Norwegen), Ulla-Maija Moisio (Finnland), Federica Porcellana (Italien), Miguel Sousa Ferro (Portugal), Ángel Fernando Pantaleón Prieto (Spanien) zusammen. Die Kanzlerin des Gerichts ist Ximena Vásquez-Maignan, zugleich Leiterin der Rechtsabteilung der Kernenergie-Agentur.
Der Gerichtssitz ist am Ort der OECD in Paris im Schloss La Muette.